# Gustaf Drake
Gustaf Drake (af Hagelsrum), född 11 december 1634 i Målilla, död 16 november 1684, var en svensk militär och sjörövare. Han var son till ståthållaren Hans Drake och Elin Jönsdotter (Snakenborg).
Efter studier i Uppsala och utlandet blev Drake hovjunkare hos Karl X Gustav och 1660 ryttmästare. Två år senare måste han och hans hustru Christina Anna Skytte dock fly till utlandet, sedan det uppdagats, att de tillsammans med Drakes svåger Gustav Adolf Skytte, under åren 1657-1662 företagit flera sjörövarfärder, under vilka flera holländska fartyg blivit tagna, plundrade och till en del sänkta, varvid besättningen mördats. Sänkningen av det sist tagna fartyget hade dock misslyckats, och detta röjde missdådarna. Drake och hans hustru återvände 1664 på lejd. 1665 föll domen, som egendomligt nog bara lydde på landsförvisning och ersättning av de varor de rövat och skeppen de sänkt, under det att flera av Drakes medbrottslingar blivit avrättade. Senare fick Gustaf Drake även återvända till Sverige och levde i stillhet på sina gods.
Gustaf Drake är huvudpersonen i Viktor Rydbergs roman Fribytaren på Östersjön.